# Плетущие ручейники
Плетущие ручейники (лат. Polycentropodidae) — семейство ручейников подотряда Annulipalpia, включающее около 300 видов.

## Распространение
Всесветное. В Австралии 6 родов и 18 видов. В России около 30 видов.

## Палеонтология
Самая ранняя находка семейства в ископаемом состоянии была сделана в меловом бирманском янтаре (виды †Hnamadawgyia macularis и †Neureclipsis burmanica). Представители семейства составляют около 80 % всех ручейников, найденных в балтийском янтаре, и около 60 %, найденных в таймырском янтаре.

## Описание
Среднего размера ручейники, обладающие крыльями с размахом 8—25 мм. Оцеллий нет. Нижнечелюстные щупики состоят из 5 члеников, пятый членик кольчатый, длинный. Личинки живут в построенных ими домиках (трубки, пещерки, воронки) из песчинок на дне водоёмов с не очень быстрым водотоком (некоторые — даже в стоячих водоёмах). Личинки ряда видов являются хищниками, нападают на личинок хирономид и поденок, однако также включают в свой рацион и водоросли.

## Систематика
2 подсемейства. Род Pseudoneureclipsis Ulmer, 1913 (Pseudoneureclipsinae) ранее включаемый в это семейство, теперь рассматривается в составе семейства Dipseudopsidae. Некоторые авторы рассматривают отдельные таксоны в качестве самостоятельных семейств Kambaitipsychidae и Pseudoneureclipsidae.
- Подсемейство Kambaitipsychinae
  - Kambaitipsyche Malicky, 1992
- Подсемейство Polycentropodinae
  - Adectophylax — Antillopsyche — †Archaeopolycentra — Cernotina — Chilocentropus — Cyrnellus — Cyrnodes — Cyrnopsis — Cyrnus — †Derobrochus — †Eoclipsis — Eoneureclipsis — Holocentropus — †Leptobrochus — †Litobrochus — †Mesobrochus — Neucentropus — Neureclipsis — Neurocentropus — Nyctiophylax — Pahamunaya — †Paladicella — †Plectrocentropus — Plectrocnemia — Plectrocnemiella — Polycentropus — Polyplectropus[12][13][14]
- Incertae sedis: †Hnamadawgyia †—†Veteropsyche Botosaneanu, Johnson, & Dillon, 1998